# Shawn Michaels
Michael Shawn Hickenbottom (22 de juliol del 1965) més conegut al ring com a Shawn Michaels és un lluitador professional estatunidenc que treballa a la marca RAW de World Wrestling Entertainment (WWE).